# Sluka tmavá
Sluka tmavá (Scolopax saturata) je středně velký druh slukovitého ptáka, který se vyskytuje v horských pralesích Sumatry a Jávy. 

## Systematika
Druh popsal americký přírodovědec Thomas Horsfield v roce 1821. Sluka tmavá se řadí do rodu Scolopax v rámci čeledi slukovitých a řádu dlouhokřídlých. K roku 2022 se nerozeznávají žádné poddruhy, nicméně v minulosti byly uznávány 2 poddruhy, a sice S. s. saturata a S. s. rosenbergii. Druze jmenovaný poddruh byla však uznán za samostatný druh, který nese české jméno sluka novoguinejská (Scolopax rosenbergii). Rodové jméno Scolopax je latinské označení sluky nebo bekasiny. Druhové jméno saturata pochází z latinského saturatus a znamená „bohatě vybarven“ (satur, satura = „bohatý“).

## Rozšíření a populace
Sluka tmavá je endemická k Indonésii, kde se vyskytuje pouze na Jávě a Sumatře. Habitat druhu tvoří vlhké pralesy mezi 1500–3000 m n. m. I přes to, že jsou sluky tmavé spojovány s horskými pralesy, neobývají přímo husté lesy, ale vyhledávají spíše lesní okraje s přístupem k otevřené krajině.

## Popis

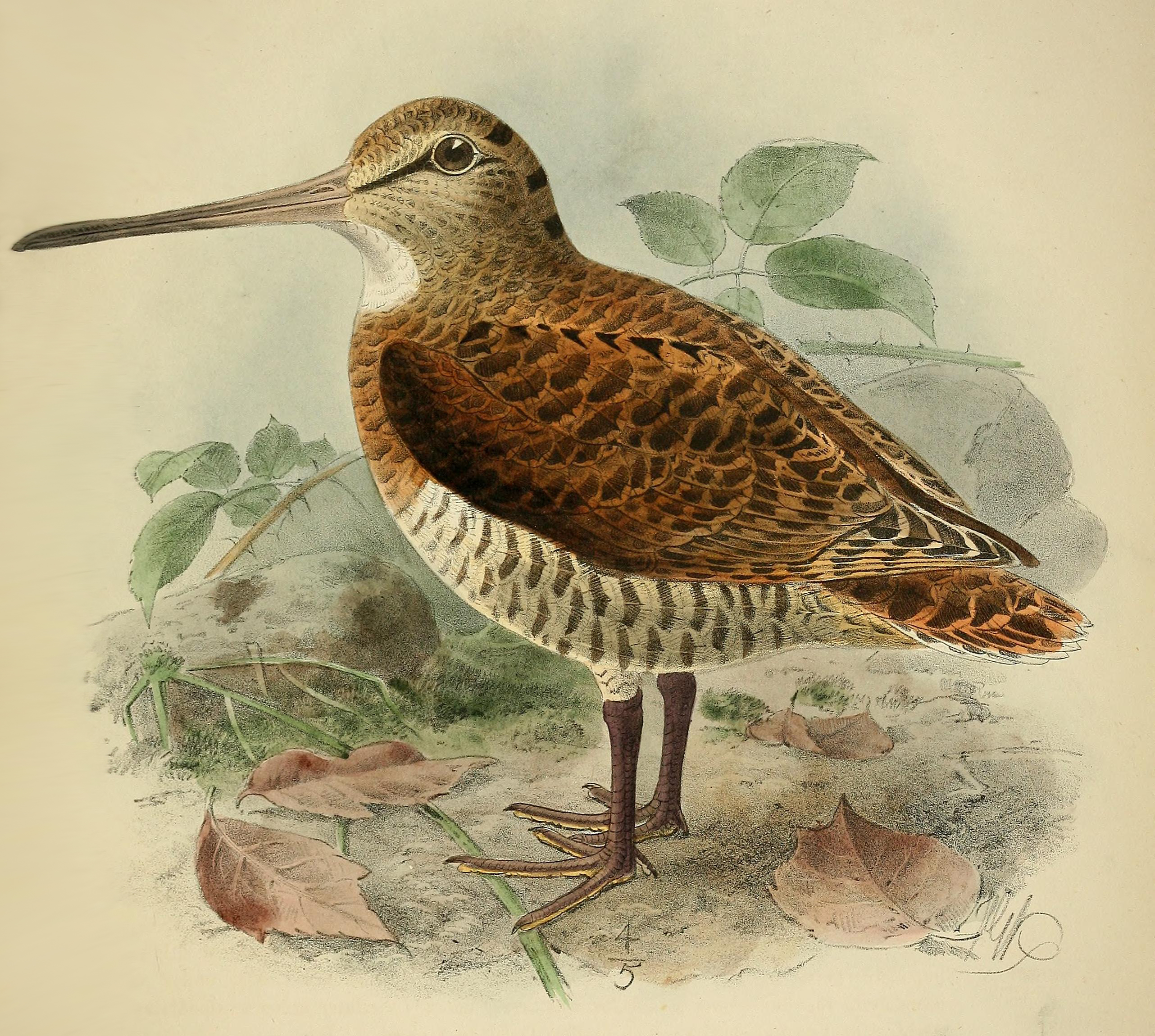
Ilustrace sluky tmavé z roku 1888

Sluka tmavá měří kolem 29–31 cm. Křídlo je dlouhé 151–164 mm, zobák 71–87 mm, běhák 30–38 mm, ocas 53–65 mm. Podobně jako ostatní slukovití, ani sluka tmavá příliš nevyniká svým opeřením. Většina svrchní části těla je hnědá. Obočí je kaštanové, brada má nádech červenohnědé. Horní část břicha má malou bílou skvrnu, která kontrastuje se světle hnědou hrudí; zbytek břicha je jinak do šeda. Spodní strana těla má poměrně výrazné černé příčné pruhování, zatímco horní část těla je spíše náhodně tmavě flekována. Zobák je tmavě rohovinový s černou nebo břidlicovou špičkou. Duhovky jsou tmavě hnědé, nohy šedé.

## Biologie
O biologii druhu je známo jen minimum informací. Jedná se o noční plaché ptáky.
Hnízdí mezi únorem a dubnem. Vejce klade do mechu či kapradí na jemné vyvýšenině těsně nad úrovní zeminy. Snůšku tvoří patrně 2 vejce. V době hnízdění za soumraku a za úsvitu sluky předvádí teritoriální lety, během kterých sluka přelétává z bidla na bidlo, ze kterých se hlasově výrazně projevuje nejdříve vrčivým grrrrr, následuje rázné čurrrrrr! a poté chrochtavé do-do-do-do-do-do-do-do. Takovéto vokalizační chování je mezi slukami unikátní, protože ostatní sluky, resp. zástupci rodu Scolopax, vokalizují v letu a nikoliv z bidla.

## Ohrožení
Mezinárodní svaz ochrany přírody hodnotí druh jako téměř ohrožený. I když je o druhu známo jen minimum informací a jeho populace, resp. populační trend, nebyl kvantifikován, druh je jen minimálně tolerantní jakýmkoliv degradacím habitatu. Horské oblasti, které druh obývá, jsou však relativně bezpečné co se odlesňování týče, jelikož se odlesňují hlavně nížiny.